# Daughn Gibson
Daughn Gibson (né Josh Martin, 1981, à Carlisle, en Pennsylvanie), est un musicien et chanteur américain.

## Historique
Il a été dans un premier temps le batteur d'un groupe relativement confidentiel, Pearls and Brass. Son premier album, All Hell, a été produit en 2012. Il a été bien accueilli par les médias, par exemple par Pitchfork.  Deuxième album en juillet 2013, Me Moan.